# Новотроицк (Иркутская область)
Новотро́ицк — деревня в Тулунском районе Иркутской области России. Входит в состав Шерагульского муниципального образования.

## География
Деревня находится на расстоянии примерно в 34 км к востоку города Тулун, административного центра района.

## Население
| 2002 | 2010 | 2011 | 2012 |
| ---- | ---- | ---- | ---- |
| 271  | ↘227 | ↘226 | ↘215 |

### Национальный состав
По данным Всероссийской переписи, в 2010 году в деревне проживало 227 человек (104 мужчины и 123 женщины).